# Scottish FA Cup 1881/82
Der Scottish FA Cup wurde 1881/82 zum 9. Mal ausgespielt. Der wichtigste Fußball-Pokalwettbewerb im schottischen Vereinsfußball wurde vom Schottischen Fußballverband geleitet und ausgetragen. Er begann am 27. August 1881 und endete mit dem Wiederholungsfinale am 1. April 1882 im Cathkin Park von Glasgow. Als Titelverteidiger startete der FC Queen’s Park in den Wettbewerb, der im Finale des Vorjahres gegen den FC Dumbarton gewonnen hatte, und zugleich Rekordsieger ist. Im diesjährigen Endspiel um den Schottischen Pokal trafen die beiden Vorjahresfinalisten aufeinander. Queen’s Park erreichte zum sechsten Mal insgesamt das Endspiel im schottischen Pokal, und zum dritten Mal in Folge. Dumbarton nahm zum zweiten Mal am Endspiel teil. Das erste Finalspiel endete mit 2:2. Im Wiederholungsfinale gewann Queen’s Park mit 4:1 und holte damit im sechsten Endspiel zum 6. Mal in der Vereinsgeschichte den Pokal. Ab dem Jahr 1882 waren Einwürfe mit beiden Händen erlaubt.

## 1. Runde
Ausgetragen wurden die Begegnungen zwischen dem 27. August und 1. Oktober 1881. Die Wiederholungsspiele fanden am 17. September und 1. Oktober 1881 statt.
|                               | Ergebnis |                        |
| ----------------------------- | -------- | ---------------------- |
| Hibernian Edinburgh           | 7:0      | FC Addiewell           |
| FC Airdriehill                | w/o      | FC Belshill            |
| Airdrieonians FC              | w/o      | FC Tollcross           |
| Alexandra Athletic            | w/o      | FC Possil Bluebell     |
| FC Auchinleck                 | w/o      | FC Dean                |
| FC Beith                      | w/o      | FC Coylton Coila       |
| Bonnybridge Grasshoppers      | w/o      | FC Campsie Central     |
| FC Clarkston                  | w/o      | Third Lanark           |
| FC Clyde                      | w/o      | FC Clydesdale          |
| Eastern Athletic              | w/o      | FC Annfield            |
| FC Harmonic                   | w/o      | Govan Athletic         |
| Hurlford United               | w/o      | FC Irvine              |
| FC Jamestown                  | w/o      | FC Renton              |
| FC John Elder                 | w/o      | Shawlands Athletic     |
| FC Kilbirnie                  | w/o      | FC Catrine             |
| FC Kinning Park               | w/o      | FC Kelvinbank          |
| FC Lenzie                     | w/o      | Campsie Athletic       |
| FC Pilgrims                   | w/o      | FC Oxford              |
| FC Pollok                     | w/o      | FC Cartside            |
| FC Rob Roy                    | w/o      | FC Dunkeld             |
| FC South Western              | w/o      | FC Jordanhill          |
| FC St. Mirren                 | 5:1      | Johnstown Rovers       |
| FC Star of Leven              | w/o      | Kirkintilloch Athletic |
| FC Stranraer                  | w/o      | Cree Rovers            |
| FC Strathmore                 | w/o      | FC St. Clements        |
| FC Thistle                    | w/o      | FC Stonelaw            |
| FC Uddingston                 | w/o      | FC Upper Clydesdale    |
| FC Vale of Leven              | w/o      | FC Lennox              |
| FC Vale of Teith              | w/o      | FC Aberfeldy           |
| FC Whitefield                 | w/o      | FC Windsor             |
| FC Yoker                      | w/o      | FC Kennishead          |
| 5th Dumfries Rifle Volunteers | 0:0      | FC Moffat              |
| FC Abercorn                   | 3:3      | FC Arthurlie           |
| Barrhead Rangers              | 0:2      | FC Glenkilloch         |
| FC Battlefield                | 1:3      | FC Northern            |
| FC Blairgowrie and Rattray    | 0:4      | FC Coupar Angus        |
| FC Cambuslang                 | 5:0      | FC Royal Albert        |
| FC Dumbarton                  | 9:1      | FC Alclutha            |
| FC Falkirk                    | 3:0      | FC King’s Park         |
| Hamilton Academical           | 1:0      | FC Plains Bluebell     |
| FC Hanover                    | 1:2      | FC Brunswick           |
| FC Johnstone                  | 9:1      | FC Greenock Southern   |
| FC Kilbarchan                 | 8:1      | FC Ladyburn            |
| FC Kilmarnock                 | 6:0      | Largs Athletic         |
| FC Kilmarnock Loch Lomonds    | 2:6      | FC Helensburgh         |
| FC Levern                     | 4:2      | Greenock Morton        |
| FC Lugar Boswell              | 3:0      | FC Lanemark            |
| FC Mousbank                   | 1:3      | Partick Thistle        |
| Pollokshields Athletic        | 1:3      | FC Petershill          |
| Glasgow Rangers               | 2:1      | Third Lanark           |
| FC Shotts                     | 5:1      | FC Drumpellier         |
| FC Southfield                 | 0:3      | FC Milton of Campsie   |
| FC St. Bernard’s              | 1:0      | Heart of Midlothian    |
| FC Thornliebank               | 5:0      | Johnstone Athletic     |
| 1st Lanark Rifle Volunteers   | 0:7      | FC Cowlairs            |
| FC Bridge of Allan            | 1:1      | Milngavie Thistle      |
| FC Cartvale                   | 4:2      | FC Renfrew             |
| FC Maybole                    | 7:0      | FC Rankinston          |
| Paisley Athletic              | 6:1      | Port Glasgow Athletic  |
| FC Partick                    | 5:1      | FC Possilpark          |
| FC Queen’s Park               | 9:0      | FC Caledonian          |
| FC West Benhar                | 4:2      | FC Glengowan           |
| FC West Calder                | 5:1      | FC Kinleith            |
| FC Cumnock                    | 1:1      | FC Mauchline           |
| Glasgow Rangers               | w/o      | FC Harmonic            |
| Kilmarnock Athletic           | 7:1      | FC Ayr                 |
| Our Boys Dundee               | 2:1      | FC Arbroath            |
| FC Portland                   | 9:0      | FC Stewarton           |
| FC Strathblane                | 7:0      | FC Dunipace            |
| FC Wellington Park            | 4:1      | FC Netherlee           |

### Wiederholungsspiele
|                   | Ergebnis |                               |
| ----------------- | -------- | ----------------------------- |
| FC Arthurlie      | 4:0      | FC Abercorn                   |
| FC Moffat         | 0:1      | 5th Dumfries Rifle Volunteers |
| Milngavie Thistle | 0:0      | FC Bridge of Allan            |
| FC Mauchline      | 5:1      | FC Cumnock                    |

### 2. Wiederholungsspiel
|                   | Ergebnis |                    |
| ----------------- | -------- | ------------------ |
| Milngavie Thistle | 8:0      | FC Bridge of Allan |

## 2. Runde
Ausgetragen wurden die Begegnungen zwischen dem 1. und 15. Oktober 1881. Die Wiederholungsspiele fanden am 8. und 15. Oktober 1881 statt.
|                              | Ergebnis |                               |
| ---------------------------- | -------- | ----------------------------- |
| FC Airdrie                   | 1:1      | FC Airdriehill                |
| Alexandra Athletic           | 4:1      | FC Whitefield                 |
| FC Arthurlie                 | 3:1      | FC Pollok                     |
| FC Beith                     | 3:3      | Hurlford United               |
| FC Cambuslang                | 6:2      | Airdrieonians FC              |
| FC Clyde                     | w/o      | FC John Elder                 |
| FC Helensburgh               | w/o      | FC Victoria                   |
| FC Levern                    | 3:4      | FC Thornliebank               |
| FC Northern                  | 9:1      | FC Luton                      |
| FC Rob Roy                   | 3:1      | FC Coupar Angus               |
| FC South Western             | w/o      | Eastern Athletic              |
| FC Thistle                   | 10:00    | FC Uddingston                 |
| FC Vale of Leven             | 0:2      | FC Dumbarton                  |
| FC West Benhar               | 2:0      | FC Clarkston                  |
| FC West Calder               | w/o      | FC Dunfermline                |
| Bonnybridge Grasshoppers     | 0:5      | FC Falkirk                    |
| Hibernian Edinburgh          | 2:1      | FC St. Bernard’s              |
| FC Jamestown                 | 5:0      | FC Star of Leven              |
| FC Kilmarnock                | 7:1      | FC Auchinleck                 |
| FC Lugar Boswell             | 3:1      | FC Annbank                    |
| FC Mauchline                 | 0:0      | FC Portland                   |
| Paisley Athletic             | 3:1      | FC St. Mirren                 |
| FC Queen’s Park              | 2:2      | FC Cowlairs                   |
| FC Shotts                    | 2:1      | Hamilton Academical           |
| FC Wellington Park           | 3:4      | FC Kilbarchan                 |
| FC Glenkilloch               | 2:0      | FC Yoker                      |
| Kilmarnock Athletic          | 5:0      | FC Maybole                    |
| Milngavie Thistle            | 3:2      | FC Strathblane                |
| FC Milton of Campsie         | 2:0      | FC Lenzie                     |
| Our Boys Dundee              | 5:3      | FC Dundee Harp                |
| FC Partick                   | 3:0      | FC Kinning Park               |
| Queen of the South Wanderers | 2:1      | 5th Dumfries Rifle Volunteers |
| FC Vale of Teith             | 6:2      | FC Dunblane                   |

### Wiederholungsspiele
|                 | Ergebnis |                |
| --------------- | -------- | -------------- |
| Hurlford United | 4:4      | FC Beith       |
| FC Airdrie      | 3:2      | FC Airdriehill |
| Partick Thistle | 7:1      | FC Pilgrims    |
| FC Portland     | 1:5      | FC Mauchline   |
| FC Queen’s Park | 9:0      | FC Cowlairs    |

## 3. Runde
Ausgetragen wurden die Begegnungen am 22. und 29. Oktober 1881. Die Wiederholungsspiele fanden zwischen dem 29. Oktober und 12. November 1881 statt.
|                   | Ergebnis |                              |
| ----------------- | -------- | ---------------------------- |
| FC Cambuslang     | * 4:2 *  | FC West Benhar               |
| FC Dumbarton      | 5:0      | FC Jamestown                 |
| FC Kilmarnock     | 2:0      | FC Kilbirnie                 |
| FC Lugar Boswell  | 0:1      | FC Beith                     |
| FC Mauchline      | 0:0      | Hurlford United              |
| Milngavie Thistle | 0:2      | FC Falkirk                   |
| FC Northern       | 1:2      | FC Clyde                     |
| FC Partick        | * 1:2 *  | FC South Western             |
| FC Petershill     | 2:2      | Partick Thistle              |
| FC Queen’s Park   | bye      |                              |
| Glasgow Rangers   | 3:1      | Alexandra Athletic           |
| FC West Calder    | 4:1      | FC Brunswick                 |
| FC Airdrie        | 4:4      | FC Shotts                    |
| FC Arthurlie      | 7:1      | Paisley Athletic             |
| FC Glenkilloch    | 0:3      | FC Cartvale                  |
| FC Kilbarchan     | 1:1      | FC Johnstone                 |
| FC Stranraer      | 4:1      | Queen of the South Wanderers |
| FC Strathmore     | 1:4      | Our Boys Dundee              |
| FC Vale of Teith  | 6:1      | FC Rob Roy                   |

### Wiederholungsspiele
|                  | Ergebnis |                 |
| ---------------- | -------- | --------------- |
| FC Mauchline     | 2:0      | Hurlford United |
| Partick Thistle  | 3:2      | FC Petershill   |
| FC Kilbarchan    | 2:2      | FC Johnstone    |
| FC Shotts        | 5:0      | FC Airdrie      |
| FC South Western | 1:0      | FC Partick      |
| FC West Benhar   | 3:2      | FC Cambuslang   |

### 2. Wiederholungsspiel
|              | Ergebnis |               |
| ------------ | -------- | ------------- |
| FC Johnstone | 3:0      | FC Kilbarchan |

## 4. Runde
Ausgetragen wurden die Begegnungen am 12. und 19. November 1881. Die Wiederholungsspiele fanden am 19. und 26. November 1881 statt.
|                      | Ergebnis |                      |
| -------------------- | -------- | -------------------- |
| FC Beith             | bye      |                      |
| FC Dumbarton         | bye      |                      |
| Edinburgh University | 2:3      | FC Clyde             |
| FC Falkirk           | 3:1      | FC Milton of Campsie |
| FC Helensburgh       | 1:1      | FC Arthurlie         |
| FC Shotts            | bye      |                      |
| FC South Western     | bye      |                      |
| FC Thistle           | 0:1      | Partick Thistle      |
| FC Thornliebank      | 0:2      | Glasgow Rangers      |
| FC Vale of Teith     | bye      |                      |
| FC West Calder       | w/o      | FC Stranraer         |
| FC Cartvale          | 5:4      | Glasgow University   |
| FC Kilmarnock        | 9:2      | Our Boys Dundee      |
| Kilmarnock Athletic  | 3:2      | FC Mauchline         |
| FC Queen’s Park      | 3:2      | FC Johnstone         |
| FC West Benhar       | 4:4      | Hibernian Edinburgh  |

### Wiederholungsspiele
|                     | Ergebnis |                |
| ------------------- | -------- | -------------- |
| FC Arthurlie        | 1:0      | FC Helensburgh |
| Hibernian Edinburgh | 8:0      | FC West Benhar |

## 5. Runde
Ausgetragen wurden die Begegnungen am 3. und 10. Dezember 1881. Die Wiederholungsspiele fanden am 24. Dezember 1881 statt.
|                     | Ergebnis  |                 |
| ------------------- | --------- | --------------- |
| FC Clyde            | 4:5       | FC Cartvale     |
| Hibernian Edinburgh | * 2:6 *   | FC Dumbarton    |
| Kilmarnock Athletic | 2:0       | FC Beith        |
| FC Queen’s Park     | 10:00     | Partick Thistle |
| FC South Western    | ** 1:2 ** | Glasgow Rangers |
| FC Vale of Teith    | 0:5       | FC Shotts       |
| FC Arthurlie        | 4:1       | FC Kilmarnock   |
| FC West Calder      | 4:2       | FC Falkirk      |

### Wiederholungsspiele
|                     | Ergebnis |                  |
| ------------------- | -------- | ---------------- |
| Hibernian Edinburgh | 2:6      | FC Dumbarton     |
| Glasgow Rangers     | 4:0      | FC South Western |

## 6. Runde
Ausgetragen wurden die Begegnungen zwischen dem 31. Dezember 1881 und 28. Januar 1882. Das Wiederholungsspiel fand am 4. Februar 1882 statt.
|                     | Ergebnis |                 |
| ------------------- | -------- | --------------- |
| FC West Calder      | 3:5      | FC Cartvale     |
| FC Queen’s Park     | 15:0     | FC Shotts       |
| Kilmarnock Athletic | 5:1      | FC Arthurlie    |
| FC Dumbarton        | * 2:1 *  | Glasgow Rangers |

### Wiederholungsspiel
|              | Ergebnis |                 |
| ------------ | -------- | --------------- |
| FC Dumbarton | 5:1      | Glasgow Rangers |

## Halbfinale
Ausgetragen wurden die Begegnungen am 18. Februar 1882.
|                 | Ergebnis |                     |
| --------------- | -------- | ------------------- |
| FC Dumbarton    | 11:2     | FC Cartvale         |
| FC Queen’s Park | 3:2      | Kilmarnock Athletic |

## Finale
| FC Queen’s Park                         | FC Queen’s Park | FC Dumbarton | FC Dumbarton |
| --------------------------------------- | --- | --- | ------------ |
| FC Queen’s Park                         | \| Finale \| \| 18. März 1882 in Glasgow (Cathkin Park) \| \| Ergebnis: 2:2 (2:1) \| \| Zuschauer: 12.000 \| \| Spielbericht \|                                            | \| Finale \| \| 18. März 1882 in Glasgow (Cathkin Park) \| \| Ergebnis: 2:2 (2:1) \| \| Zuschauer: 12.000 \| \| Spielbericht \|                                              | FC Dumbarton |
| FC Queen’s Park                         | McCallum, Andrew Watson, Andrew Holm, John Holm, James Richmond, David Davidson, William Anderson, Eadie Fraser, William Harrower, George Ker, John Kay Cheftrainer: n. b. | Kennedy (1), Jock Hutcheson, Michael Paton, John Miller, P. Miller, Meikleham, Robert Brown, Joseph Lindsay, James McAulay, William McKinnon, Kennedy (2) Cheftrainer: n. b. | FC Dumbarton |
| FC Queen’s Park                         | n. b. | n. b. | FC Dumbarton |
| Finale                                  | | |              |
| 18. März 1882 in Glasgow (Cathkin Park) | | |              |
| Ergebnis: 2:2 (2:1)                     | | |              |
| Zuschauer: 12.000                       | | |              |
| Spielbericht                            | | |              |

## Wiederholungsfinale
| FC Queen’s Park                         | FC Queen’s Park | FC Dumbarton | FC Dumbarton |
| --------------------------------------- | --- | --- | ------------ |
| FC Queen’s Park                         | \| Wiederholungsfinale \| \| 1. April 1882 in Glasgow (Cathkin Park) \| \| Ergebnis: 4:1 (1:0) \| \| Zuschauer: 15.000 \| \| Spielbericht \|                                      | \| Wiederholungsfinale \| \| 1. April 1882 in Glasgow (Cathkin Park) \| \| Ergebnis: 4:1 (1:0) \| \| Zuschauer: 15.000 \| \| Spielbericht \|                     | FC Dumbarton |
| FC Queen’s Park                         | McCallum, Andrew Watson, Andrew Holm, Charles Campbell, James Richmond, David Davidson, William Anderson, Eadie Fraser, William Harrower, George Ker, John Kay Cheftrainer: n. b. | Kennedy (1), Jock Hutcheson, Michael Paton, John Miller, P. Miller, Meikleham, Robert Brown, Joseph Lindsay, James McAulay, Watt, Kennedy (2) Cheftrainer: n. b. | FC Dumbarton |
| FC Queen’s Park                         | n. b. | n. b. | FC Dumbarton |
| Wiederholungsfinale                     | | |              |
| 1. April 1882 in Glasgow (Cathkin Park) | | |              |
| Ergebnis: 4:1 (1:0)                     | | |              |
| Zuschauer: 15.000                       | | |              |
| Spielbericht                            | | |              |